# Кормош, Виллё
Дьондьвер Виллё Кормош (венг. Gyongyver Kormos Villő; род. 2 августа 1988, Будапешт) — венгерская прыгунья в воду, участница трёх Олимпиад и призёр чемпионатов Европы.

## Карьера
Дебютировала в возрасте 16 лет на Летней Олимпиаде 2004 года, где в соревнованиях на 3-метровом трамплине, она заняла 32-е место из 33-х. Через два года, на домашнем чемпионате Европы, который проходил в ей родном городе, в прыжках с 3-метрового синхронного трамплина, выступая в паре с Норой Бартой, они заняли итоговое 4-е место, остановившись в шаге от бронзы.
На Летней Олимпиаде 2008 года, выступая в соревнованиям по прыжкам с 3-метрового синхронного трамплина, она заняла итоговое 24-е место из 30 спортсменок.
На Чемпионате Европы 2014 года в соревнованиях по синхронным прыжкам с 10-метровой вышки в паре с Софией Райзингер, они завоевали бронзовую медаль, уступив дуэтам из России и Германии. Через два года, на Чемпионате Европы 2016 года они повторили свой успех, завоевав бронзовую медаль в той же дисциплине, уступив дуэтам из Германии и Украины.
В августе 2016 года, выступая на Олимпиаде в Рио-де-Жанейро, которая стала для неё третьей в карьере, в прыжках с 10-метровой вышки, она заняла итоговое 27-е место из 28 участниц.
В марте 2018 года объявила о завершении карьеры в возрасте 29 лет.